# КК Минск
КК Минск (блр. Мінск) je белоруски кошаркашки клуб из истоименог града. У сезони 2022/23. такмичи се у Премијер лиги Белорусије и у ВТБ лиги.

## Историја
Клуб је основан 2006. године као КК Минск-2006, а од септембра 2012. носи садашњи назив. Већ годинама представља водећи кошаркашки тим у Белорусији и до сада је везао по 11 титула у тамошњем првенству и купу.
На европску сцену први пут је изашао 2009. наступом у ФИБА Еврочеленџу, а највећи успех у овом такмичењу постигао је у сезони 2013/14. пласманом у четвртфинале. У регионалној ВТБ лиги такмичи се од сезоне 2010/11, али још ниједном није прошао даље од прве фазе.

## Успеси

### Национални
- Првенство Белорусије:
  - Првак (14): 2009, 2010, 2011, 2012, 2013, 2014, 2015, 2016, 2017, 2018, 2019, 2020, 2021, 2022.

- Куп Белорусије:
  - Победник (11): 2009, 2010, 2011, 2012, 2013, 2014, 2015, 2016, 2017, 2018, 2019.

## Познатији играчи
- Ђорђе Гагић
- Иван Мараш